# كاني كسيل
كاني كسيل هي قرية في مقاطعة أشنوية، إيران. يقدر عدد سكانها بـ 79 نسمة بحسب إحصاء 2016.